# Wasserschloss Dürnau

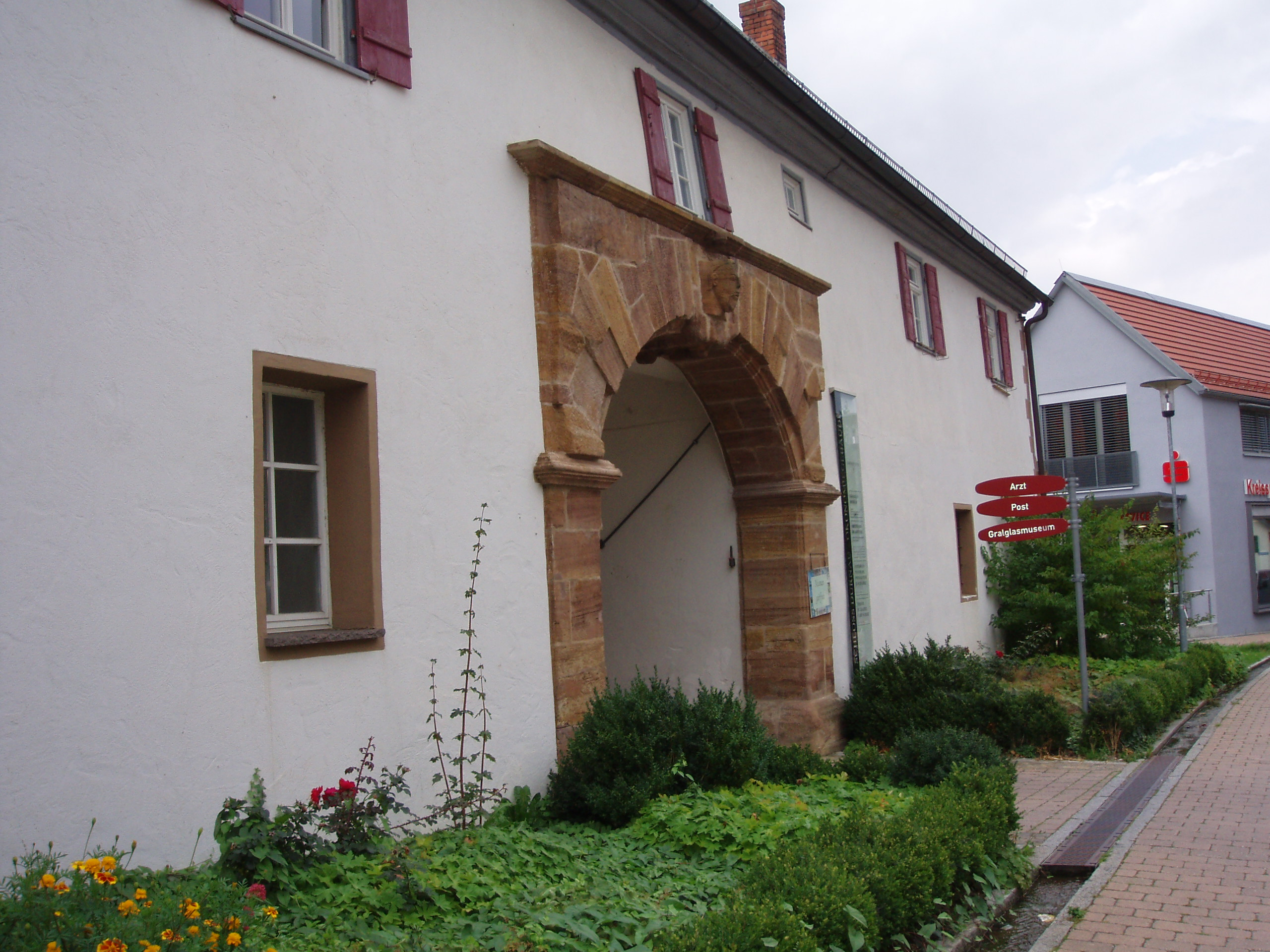
Straßenseite des Torhauses

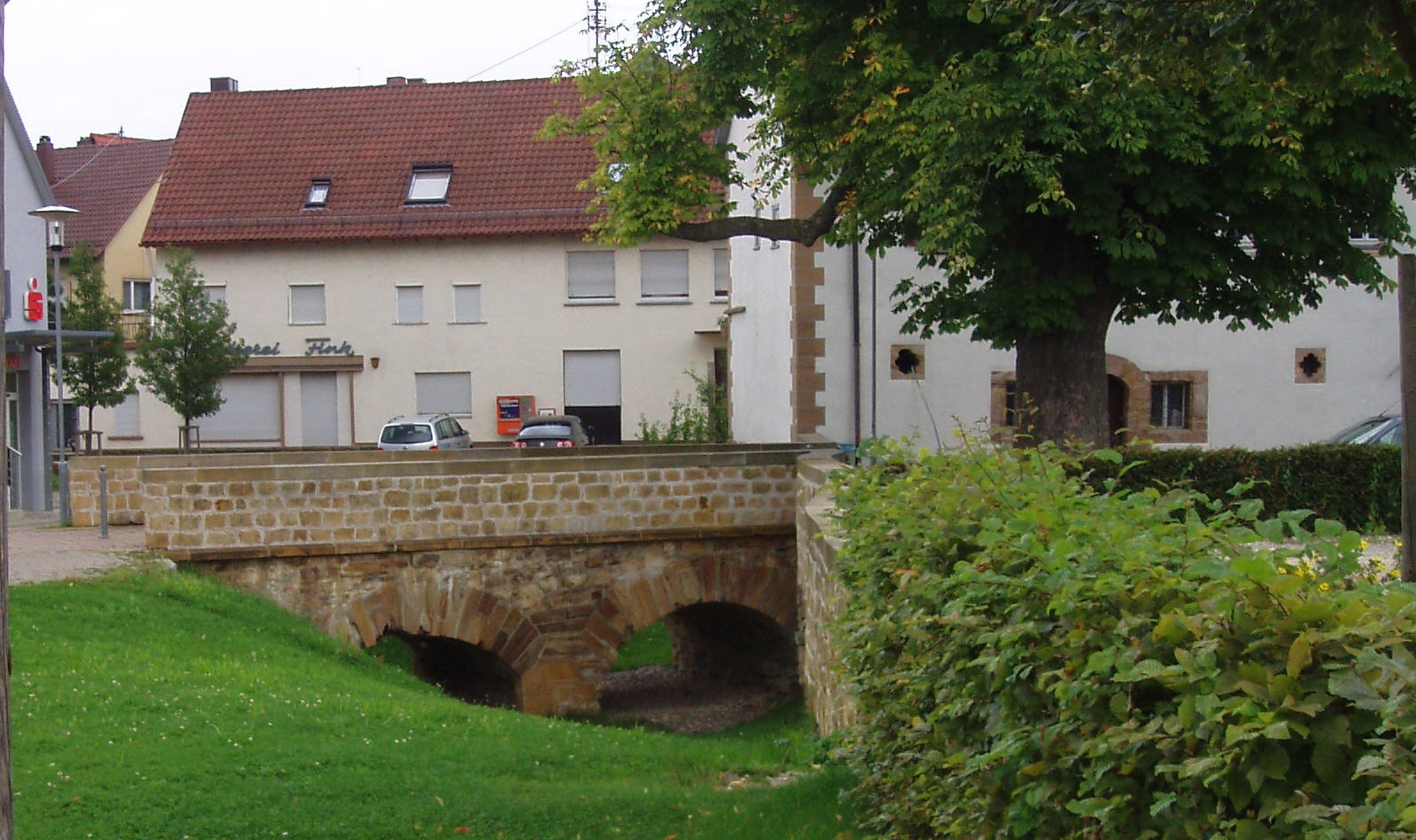
Blick vom ehemaligen Wirtschaftshof auf die Rückseite des Torhauses. Links die Brücke und der ehemalige Wassergraben

Das Wasserschloss in Dürnau im Landkreis Göppingen im heutigen Baden-Württemberg war ein mittelalterlicher Herrensitz, der 1845 weitgehend abgebrochen wurde.

## Geschichte
Das Wasserschloss Dürnau gehörte ursprünglich vermutlich den Dürnern von Dürnau und ging 1382 in den Besitz der Herren von Westerstetten über. Aus dem gleichen Jahr stammt ein schriftliches Zeugnis, das die damalige Bewohnbarkeit der Anlage anzweifeln lässt. 1478 wurde sie von den Herren von Zillenhardt erworben und nach dem Erlöschen des letzten männlichen Zweiges dieser Linie 1623 fiel sie an die Herren von Degenfeld.
Christoph Martin von Degenfeld ließ den bereits ziemlich verfallenen Besitz nach seiner Rückkehr aus den Türkenkriegen renovieren; auch Ausbesserungsarbeiten am Sockel des Neuen Schlosses durch Heinrich Schickhardt sind bezeugt.
Christoph Martins Sohn Hannibal von Degenfeld verkaufte den Besitz 1684 an Bayern, doch wurde dieser Verkaufsakt später für widerrechtlich erklärt. 1711 fiel die eine Hälfte des Besitzes zurück an die Familie von Degenfeld, später konnte sie auch die andere Hälfte zurückerwerben. In der Zwischenzeit hatte der Kurfürst Karl Joseph das – baufällige – Anwesen der Gräfin von Perousa zum Geschenk gemacht. Auch aus dem Jahr 1765 ist eine Äußerung über den schlechten Zustand der Gebäude überliefert. Die Degenfelder übersiedelten 1771 nach Eybach, obwohl sie nun wieder im Besitz des gesamten Schlosskomplexes waren. 1806 endete das Reichsrittertum und Dürnau wurde württembergisch. Im Rahmen der württembergischen Landesvermessung wurden die Gebäudebestände genauer erfasst; wenig später wurden sie in der Beschreibung des Oberamtes Göppingen als dem Zerfalle nahe und ganz unbewohnt bezeichnet. Ein Jahr später, 1845, erfolgte der Abriss des größten Teils des Schlosskomplexes. Ab 1999 wurde das Areal umgestaltet und zum Teil überbaut; mit diesen Maßnahmen ging eine Untersuchung im Auftrag des Archäologischen Landesamtes einher.

## Bauwerke
Die wohl älteste Abbildung des Schlosses, eine Holzschnitzkarte, stammt aus dem Jahr 1602. In der dazugehörigen Beschreibung wird eine Glocke, die aber wohl eher zur Kirche St. Cyriakus als zum Schloss gehören dürfte, erwähnt, die auch in Boll zu hören sei. Laut dem Dürnauer Salbuch von 1686 besaß das Schloss ein Torhaus, drei Tennen, einen Vorhof mit Wassergraben, eine Scheuer und mehrere Stallgebäude.
Den Zugang zum Schlosskomplex bildete das heute noch erhaltene Torhaus. Eine Zugbrücke, die später durch eine steinerne Bogenbrücke ersetzt wurde, führte über den Wassergraben vom Innenhof zum eigentlichen Schlossbereich. Das Schloss selbst gliederte sich in das Alte und das Neue Schloss sowie verschiedene Wirtschaftsgebäude.
Erhalten ist außer dem Torhaus und der Bogenbrücke aus den Jahren 1761/62, die im Zuge der Ortskernsanierung wieder freigelegt wurde, vor allem ein Gewölbekeller. Teile der Wirtschaftsgebäude werden heute als Geschäftshäuser genutzt, im Torhaus befindet sich u. a. das Gralglasmuseum.